# En face

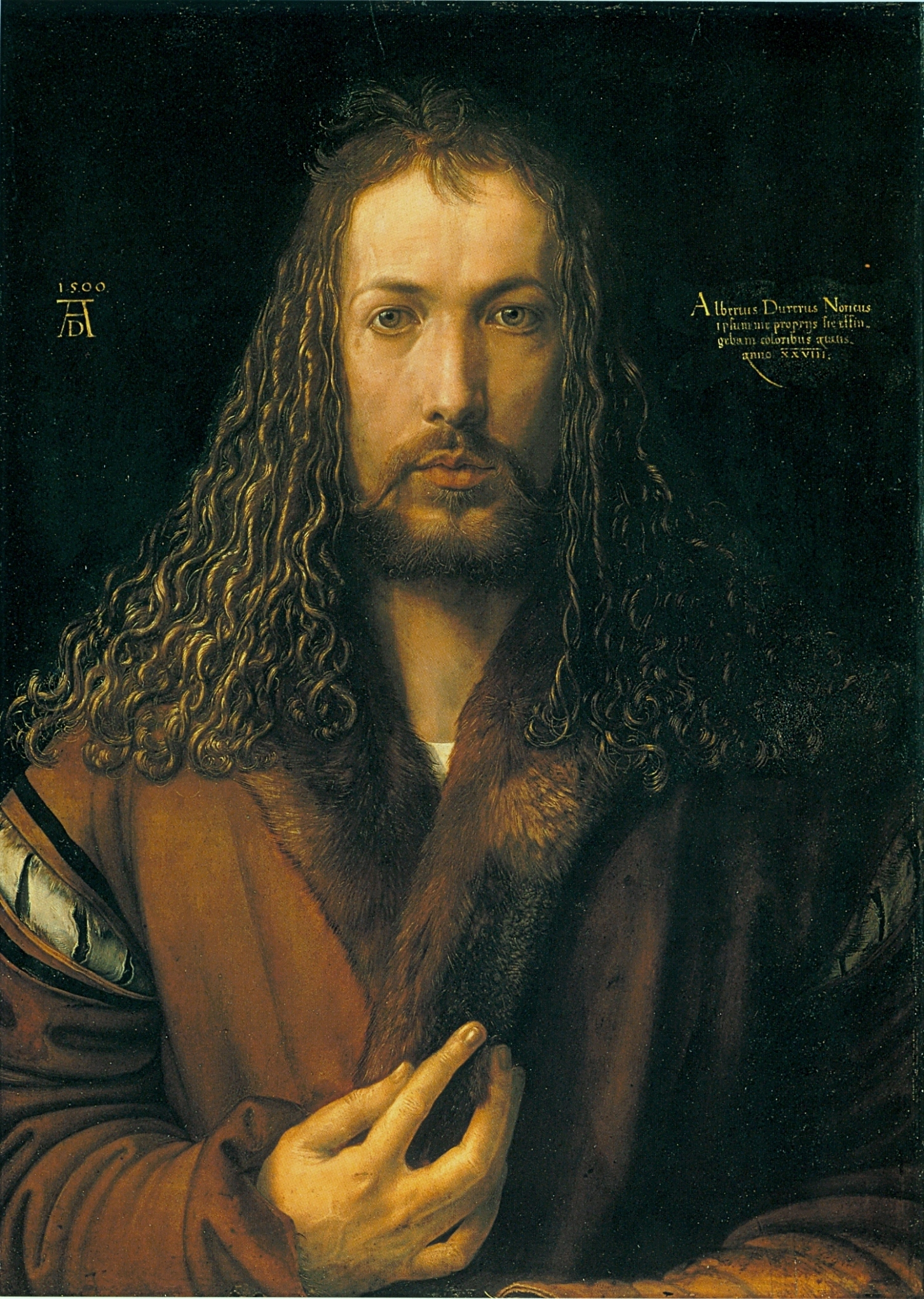
Przykład postaci en face w sztuce: autoportret A. Dürera, 1500

En face – w sztukach plastycznych (zwłaszcza w malarstwie, grafice, fotografii) oraz heraldyce sposób pokazania postaci na wprost widza, frontalnie.

## Heraldyka

Przykład postaci en face w heraldyce: herb Swarzędza

hełm heraldyczny był ukazywany en face bądź zwrócony w prawą stronę heraldyczną. W Wielkiej Brytanii otwartego hełmu ułożonego en face używało rycerstwo.
Hełmy en face jako oznaki godności w heraldyce francuskiej

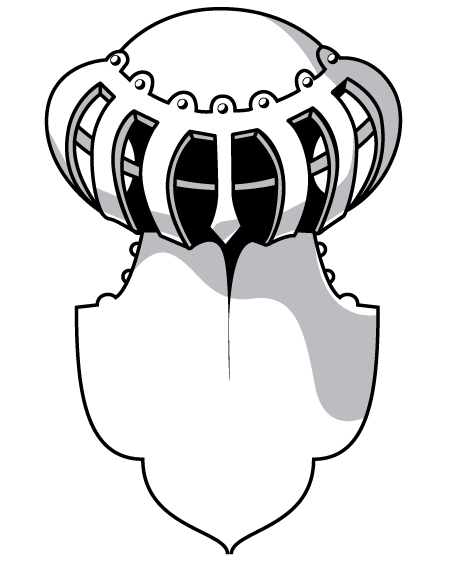
hełm prętowy
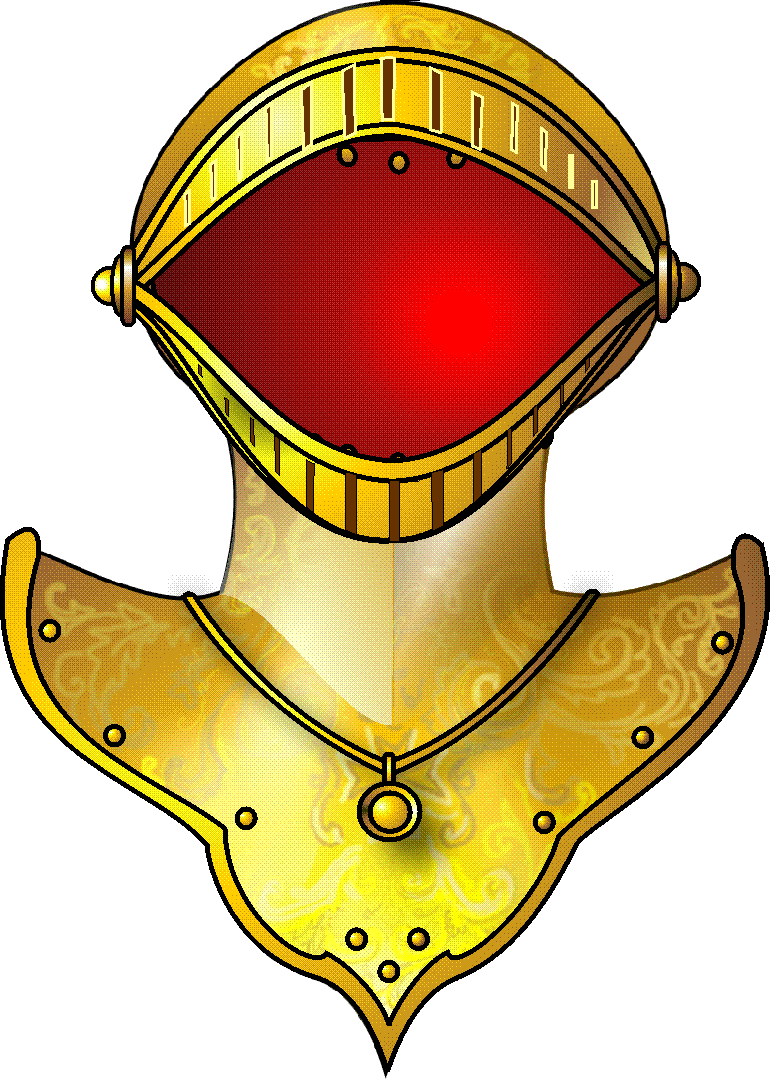
książę krwi królewskiej Princedu Sang Royal
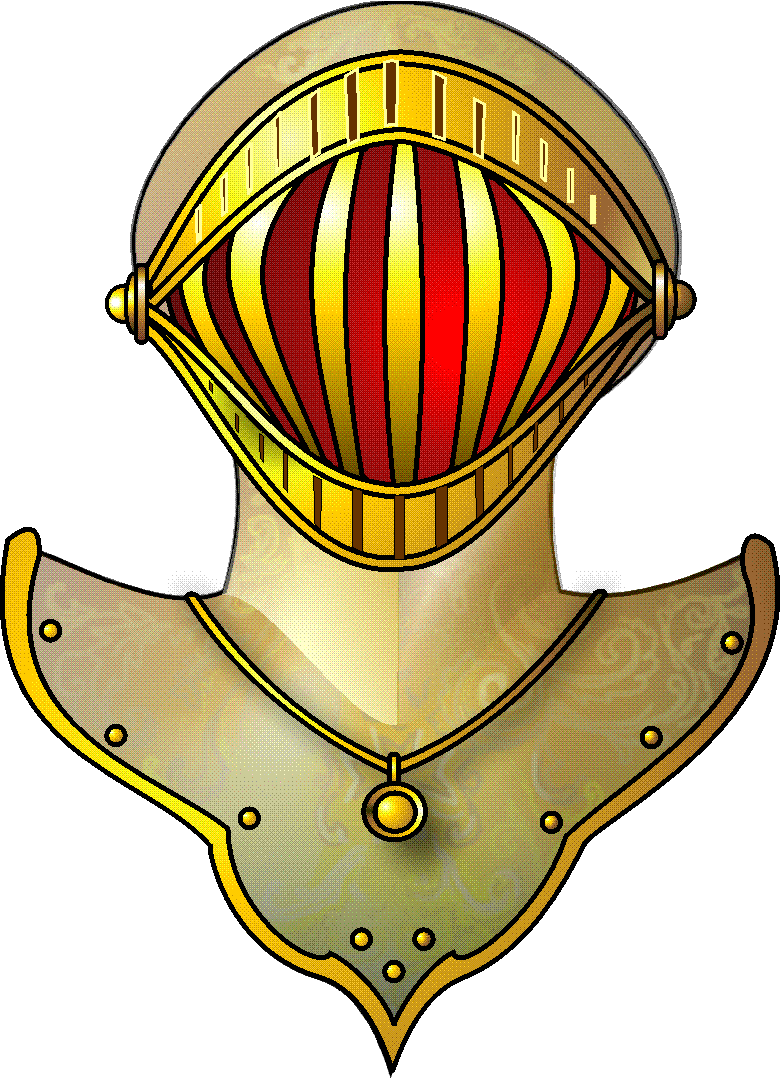
książę krwi Prince du Sang
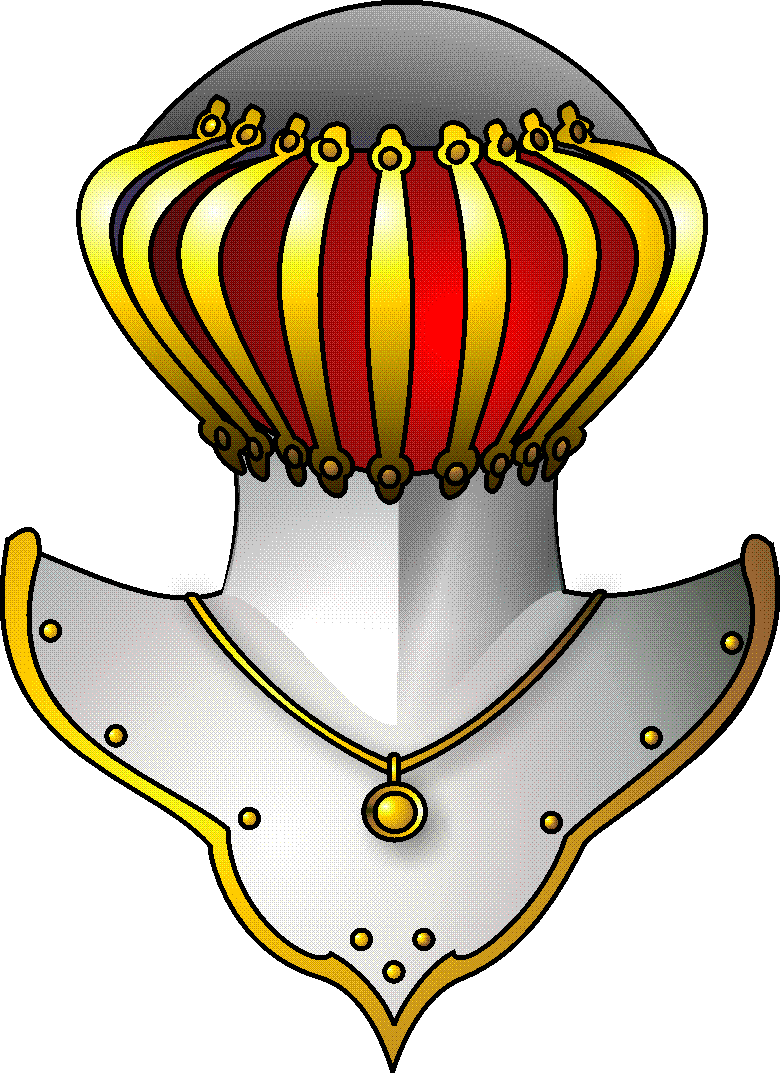
książę duc
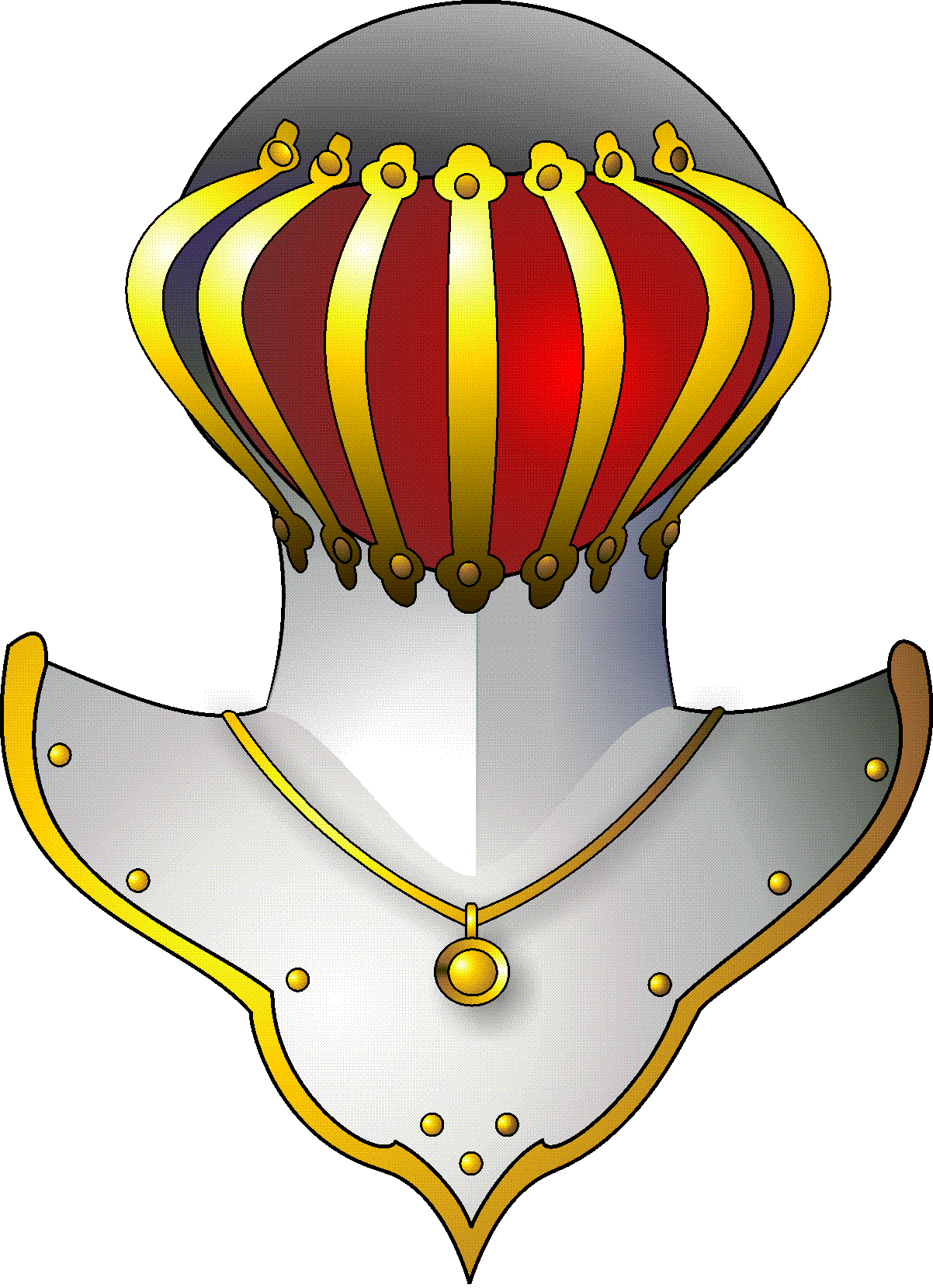
markiz Marquis
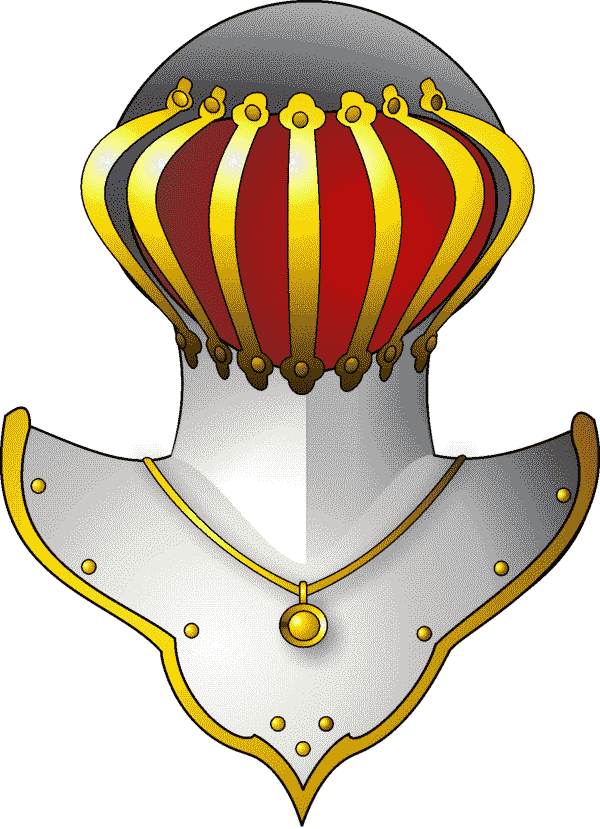
kawaler Chevalier
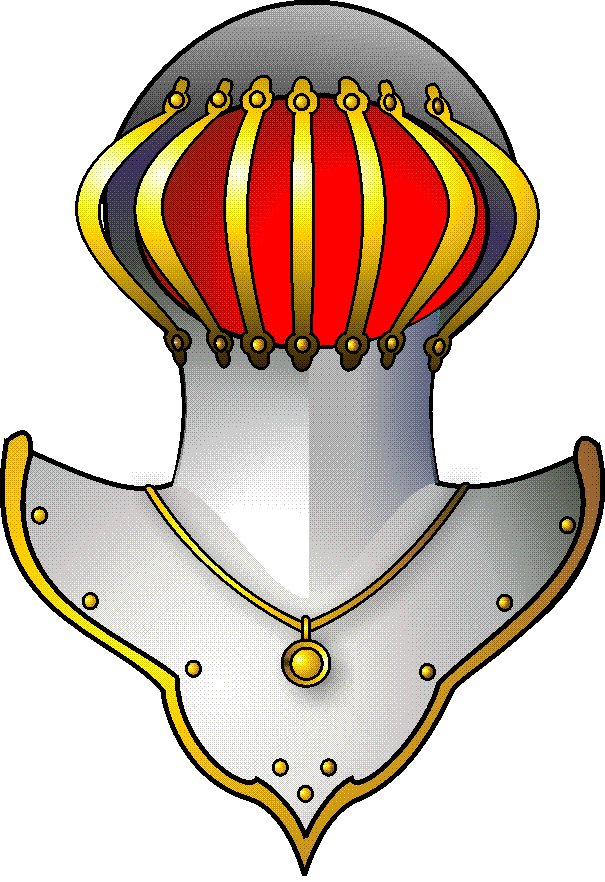
polski hełm heraldyczny